# Mark Viduka
Mark Anthony Viduka (/vɪˈduːkə/ vih-DOOK-ə sinh ngày 9 tháng 10 năm 1975) là cầu thủ bóng đá đã giải nghệ người Úc, trước đây anh chơi ở vị trí trung phong. Anh là đội trưởng đội tuyển Úc ở World Cup 2006 và cùng với đội tuyển Úc lọt vào vòng 16 đội, đây cũng là thành tích tốt nhất của đội tuyển Úc tính đến thời điểm hiện giờ. Mark Viduka ghi được bốn bàn thắng tại UEFA Champions League và là cầu thủ Úc có số bàn thắng nhiều nhất tại giải đấu này.

## Sự nghiệp câu lạc bộ

### Melbourne Knights
Vào năm 1993, Viduka bắt đầu sự nghiệp bóng đá chuyên nghiệp của mình tại Úc cho câu lạc bộ Melbourne Knights vốn được thành lập bởi những người Croatia sang Úc định cư (cho đến mùa giải 1993 thì câu lạc bộ này được gọi bằng cái tên là Melbourne Croatia) và có được lần đầu khoác áo đội tuyển Úc vào tháng 6 năm 1994. Trong hai mùa giải chơi cho Knights, anh là vua phá lưới của giải vô địch quốc gia Úc (NSL) và hai lần giành giải thưởng Johnny Warren Medal tôn vinh cầu thủ xuất sắc nhất năm của NSL vào mùa giải 1993–94 và 1994–95. Trong khoảng thời gian thi đấu cho Melbourne Knights, anh cũng giành được danh hiệu vô địch NSL mùa giải 1994–95. Khán đài chính tại sân vận động Knights, sân nhà của câu lạc bộ Melbourne Knights, đã được đặt tên là "Mark Viduka Stand" để vinh danh những đóng góp của anh dành cho câu lạc bộ cùng số tiền chuyển nhượng đã giúp ban lãnh đạo Melbourne Knights có thể hoàn thành sân vận động này.

### Dinamo Zagreb
Năm 1995, Viduka chuyển đến Croatia và chơi cho câu lạc bộ GNK Dinamo Zagreb (nay là Dinamo Zagreb). Anh đã có hơn ba mùa giải chơi cho câu lạc bộ và đã giúp Croatia Zagreb giành được cú ăn hai giải quốc nội trong liên tiếp ba mùa giải từ các năm 1995 đến 1998. Anh cũng cùng với Croatia Zagreb lọt vào vòng ba UEFA Europa League năm 1997 và có lần đầu góp mặt tại vòng bảng UEFA Champions League vào năm sau đó. Viduka được ban tổ chức giải vô địch quốc gia Croatia trao tặng giải thưởng cầu thủ nước ngoài xuất sắc nhất trong thời gian anh thi đấu ở Zagreb.

### Celtic
Celtic mua Viduka vào tháng 12 năm 1998 với giá 3.5 triệu Bảng Anh. Và ngay khi vừa ký hợp đồng với anh, Celtic đưa ra thông báo Viduka đã rời khỏi câu lạc bộ mà không thi đấu bất cứ một trận đấu nào với lý do là Viduka cảm thấy stress.
Một tuần sau đó, Croatia Zagreb phàn nàn rằng họ đã không nhận được phí thỏa thuận lúc chuyển nhượng cầu thủ. Những vấn đề này cuối cùng đã được giải quyết và Viduka xuất hiện lần đầu tiên trong màu áo Celtic vào ngày 16 tháng 2 năm 1999, anh ghi bàn cho đội U-21 Celtic với tư cách là một cầu thủ quá tuổi trong chiến thắng 4-2 trước đội Greenock Morton. Sau khi có màn ra mắt đội một trong trận đấu với Dundee United vào ngày 27 tháng 2 năm 1999, những bàn thắng đầu tiên của anh cho câu lạc bộ đến trong trận đấu với Greenock Morton khi anh lập cú đúp vào lưới đội bóng này ở Cúp Scotland vào ngày 8 tháng 3 năm 1999. Anh được bầu chọn là cầu thủ xuất sắc nhất năm của PFA Scotland mùa Giải bóng đá ngoại hạng Scotland 1999–2000 sau khi ghi được 27 bàn ở mùa giải đầu tiên chơi tại Celtic Park. Viduka được đánh giá là một cầu thủ có kỹ thuật điêu luyện, hậu vệ Josip Šimunić nhận xét Viduka có khả năng cầm bóng tốt và khiến các cầu thủ khác cùng hòa vào lối chơi chung của toàn đội.
Vào tháng 2 năm 2000, đội bóng hạng dưới Inverness Caledonian Thistle đã đánh bại Celtic và gây nên cú sốc ở vòng ba Cúp Scotland. Trong giờ nghỉ giữa hiệp, Viduka được cho là đã ném giày vào thùng rác và từ chối thi đấu hiệp hai sau một cuộc cãi vã với trợ lý huấn luyện viên Eric Black. Trận đấu kết thúc với tỷ số 3-1 trong sự náo động của người hâm mộ Celtic.
Vào tháng 3 năm 2000, Viduka giúp Celtic giành Cúp Liên đoàn Scotland 1999-2000. Anh rời đi sau mùa giải đầu tiên chơi trọn vẹn của mình tại câu lạc bộ.

### Leeds United
Huấn luyện viên David O'Leary của Leeds United đã ký hợp đồng với Viduka ngay trước mùa giải 2000-01 với giá 6 triệu bảng. Tại Leeds, anh được dự định là sẽ đá trên hàng công và tạo thành mũi đinh ba tấn công cùng với cầu thủ ghi bàn hàng đầu mùa trước là Michael Bridges và đồng đội ở đội tuyển Úc là Harry Kewell, nhưng chấn thương của hai người đó đã khiến anh trở thành đối tác trên hàng công với Alan Smith ở các trận đấu thuộc Champions League của Leeds, trong khi Robbie Keane - được cho mượn từ Inter Milan để đá dự bị cho Bridges - cũng được hưởng lợi trong các trận đấu thuộc Giải bóng đá Ngoại hạng Anh khi họ cùng nhau thi đấu ở nửa sau của mùa giải. Trong mùa giải đầu tiên, Viduka đã ghi được 22 bàn thắng, bao gồm cả bốn bàn trong chiến thắng 4-3 đáng nhớ trước Liverpool tại Elland Road. Sau đó anh ký một hợp đồng năm năm vào mùa hè năm 2001 và sẽ đóng vai chính ở đấu trường quốc nội và châu Âu, Leeds kết thúc mùa giải với vị trí top bốn ở mùa 2000-01, và thứ năm ở mùa 2001-02. Vào mùa hè năm 2001, Viduka trở thành mục tiêu chuyển nhượng của AC Milan, đây cũng là đội bóng mà anh từng ủng hộ thuở nhỏ, nhưng cuối cùng vụ chuyển nhượng đã không xảy ra, thay vào đó là các cuộc đàm phán với Alex Ferguson và Manchester United, nhưng lại quyết định không chuyển qua Pennines để gia nhập đối thủ cạnh tranh của Leeds.
Trong mùa giải 2002-03, Viduka ghi được 22 bàn thắng, bao gồm một cú hat-trick trong chiến thắng 6-1 trước Charlton Athletic và bàn thắng quyết định trong chiến thắng 3-2 trước Arsenal ở vòng đấu áp chót của mùa giải, giúp United tránh khỏi nguy cơ xuống hạng.
Tuy nhiên, khủng hoảng tài chính của câu lạc bộ tiếp tục kéo dài, dẫn đến việc bán đi các cầu thủ chủ chốt như Harry Kewell và Robbie Keane. Trong mùa giải 2003-04, Viduka lại trở thành chân sút hàng đầu của Leeds, với phong độ ghi bàn cũng như mùa giải trước, đây là khoảng thời gian huấn luyện viên tạm quyền Eddie Gray cố gắng giúp câu lạc bộ tránh khỏi nguy cơ xuống hạng sau khi Peter Reid rời câu lạc bộ vào tháng 11 sau tám tháng làm huấn luyện viên.
Tuy nhiên, trong trận đấu cuối cùng của mình trong áo đấu Leeds, Viduka và đồng đội đã không thể giúp đội bóng của mình trụ hạng sau thất bại 1-4 trước Bolton Wanderers tại sân vận động Reebok. Sau khi ghi bàn mở tỉ số từ chấm phạt đền, Viduka đã bị đuổi khỏi sân sau khi nhận đủ hai thẻ vàng. Anh được bán cho Middlesbrough vào mùa hè năm 2004 khi tình hình tài chính của Leeds ngày càng diễn biến tệ hơn.

### Middlesbrough
Sau chiến thắng tại League Cup năm 2004, Middlesbrough giành quyền tham dự UEFA Cup mùa giải 2004–2005. Đội hình Middlesbrough được củng cố với một số bản hợp đồng nổi bật để đối phó với lịch thi đấu dày đặc và đảm bảo khả năng cạnh tranh trên đấu trường châu Âu. Viduka được ký hợp đồng từ Leeds với giá 4,5 triệu bảng và được giới thiệu như một trong những bản hợp đồng đình đám của mùa hè.
Mùa giải ra mắt của Viduka tại Middlesbrough ban đầu rất ấn tượng, dù bị gián đoạn bởi chấn thương. Tuy nhiên ở mùa giải thứ hai, mùa 2005–06, mới thực sự là mùa đỉnh cao của Viduka, anh thể hiện phong độ xuất sắc ở mọi đấu trường, sớm đạt con số bàn thắng hai chữ số trong mùa, bao gồm một cú vô lê ngoạn mục trong trận đấu trên sân Birmingham. Anh đóng vai trò quan trọng trong việc giúp câu lạc bộ lọt vào tứ kết League Cup, bán kết FA Cup và chung kết UEFA Cup. Viduka ghi bàn ở phần lớn chiến dịch châu Âu của đội, giúp Middlesbrough lội ngược dòng từ cách biệt ba bàn ở các trận lượt về tứ kết và bán kết để tiến vào chung kết. Tuy nhiên, Middlesbrough cuối cùng thua Sevilla trong trận chung kết vào ngày 10 tháng 5 năm 2006, một kết quả mà Viduka sau đó nói rằng anh phải mất bốn tháng để có thể nuốt trôi được.
Vào tháng 8 năm 2006, anh được trao chiếc áo số 9 tại Middlesbrough, số áo ưa thích của anh tại tất cả các câu lạc bộ trước đó. Mùa giải thứ ba của Viduka tại Middlesbrough là mùa giải thành công nhất khi anh ghi được 19 bàn thắng trên mọi đấu trường. Khi hợp đồng của anh sắp hết hạn vào cuối mùa giải 2006–07, huấn luyện viên Middlesbrough Gareth Southgate bày tỏ mong muốn giữ chân Viduka. Southgate nhấn mạnh lại mong muốn được giữ anh và tiết lộ sẽ đề nghị một bản hợp đồng mới. Với thành tích ấn tượng trong mùa giải, Viduka thu hút sự quan tâm từ nhiều câu lạc bộ muốn ký hợp đồng tự do khi anh hết hạn hợp đồng. Ngày 7 tháng 6 năm 2007, Viduka gia nhập đối thủ cùng vùng đông bắc với Middlesbrough là Newcastle United theo dạng chuyển nhượng tự do.
Viduka vẫn là cầu thủ ghi nhiều bàn thắng nhất của Middlesbrough tại sân Riverside, và anh thường xuyên góp mặt trong đội hình tiêu biểu nhất mọi thời đại do cổ động viên Middlesbrough bình chọn.

### Newcastle United

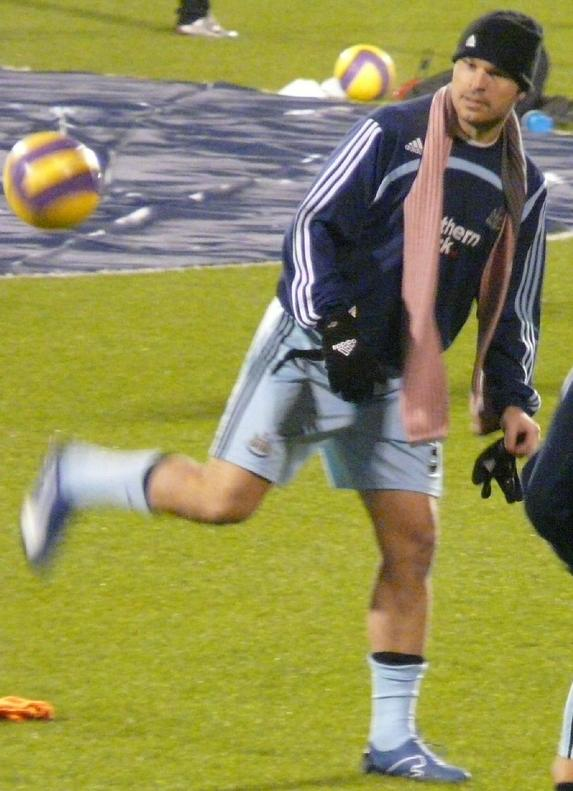
Viduka khởi động trong một trận đấu của Newcastle

Lúc ký hợp đồng với Newcastle, Viduka trở thành bản hợp đồng đầu tiên của huấn luyện viên Sam Allardyce tại câu lạc bộ. Hợp đồng của anh có thời hạn hai năm, với điều khoản gia hạn thêm một năm nữa. Anh có trận ra mắt Newcastle trong trận đấu thuộc khuôn khổ Premier League gặp Bolton vào ngày 11 tháng 8 và ghi bàn thắng đầu tiên vào ngày 26 tháng 8 vào lưới câu lạc bộ cũ Middlesbrough.
Vào ngày 23 tháng 9, Viduka tiếp tục ghi thêm hai bàn thắng trước West Ham United, nâng tổng số bàn của mình cho Newcastle lên ba. Đến ngày 23 tháng 12, anh lại lập cú đúp trước Derby County. Sau một thời gian dưỡng thương do chấn thương vào dịp năm mới, Viduka được tân huấn luyện viên Kevin Keegan đưa trở lại đội hình, nơi anh thi đấu trong sơ đồ 4-3-3 cùng với Michael Owen và Obafemi Martins. Sơ đồ mới này mang lại vận may cho Newcastle khi bộ ba tiền đạo giúp họ thoát khỏi cuộc chiến trụ hạng, với việc Viduka ghi thêm hai bàn nữa trong phần còn lại của mùa giải và kiến tạo cho Martins cùng Owen trước khi anh dính chấn thương gót chân ngay trước trận đấu cuối cùng của mùa giải.
Viduka trở lại đội hình chính sau sáu tháng dưỡng thương từ thời còn thi đấu cho câu lạc bộ cũ Middlesbrough, khi anh vào sân thay Martins vào ngày 29 tháng 11 năm 2008. Đây là một tin đáng mừng đối với huấn luyện viên Joe Kinnear, người trước đó từng lo sợ sự nghiệp của tiền đạo người Úc có thể kết thúc sớm vì những chấn thương dai dẳng.Sau đó, Kinnear tiết lộ với giới truyền thông rằng Viduka có thể giã từ sự nghiệp khi mùa giải 2008–09 khép lại. Tuy nhiên, Viduka sau đó bày tỏ mong muốn tiếp tục thi đấu sau khi gặp chấn thương háng vào cuối tháng 12. Khi trở lại, anh ngay lập tức được tân huấn luyện viên Alan Shearer sử dụng trong nỗ lực cứu Newcastle thoát khỏi nguy cơ xuống hạng. Sau màn trình diễn xuất sắc (được bầu là cầu thủ hay nhất trận) trong chiến thắng 3–1 trước đội bóng cũ Middlesbrough, Viduka suýt nữa đã ghi bàn đầu tiên của mình trong mùa giải trước Fulham, tuy nhiên trọng tài Howard Webb lại cho rằng Kevin Nolan đã cản trở thủ thành Mark Schwarzer nên bàn thắng không được công nhận. Cuối cùng, anh rời Newcastle khi đội bóng chính thức xuống hạng, mùa giải đó Viduka cũng không ghi được bất cứ bàn thắng nào.

## Sự nghiệp thi đấu quốc tế
Viduka có thể được lựa chọn thi đấu cho đội tuyển Úc, Croatia hoặc Ukraine nhờ vào xuất thân của mình. Anh bắt đầu sự nghiệp thi đấu quốc tế cùng đội tuyển Úc ở tuổi 18 trong loạt trận giao hữu với Nam Phi vào tháng 6 năm 1994. Trận đầu diễn ra tại Adelaide, trận thứ hai tại Sydney. Úc thắng cả hai trận với tỷ số 1-0. Anh ghi bàn thắng quốc tế đầu tiên vào tháng 10 năm 1997, ở phút thứ 23 trong trận giao hữu gặp Tunisia.
Năm 1996, Viduka gia nhập đội tuyển U-23 Úc khi họ tham dự Thế vận hội Mùa hè 1996. Trong trận đấu đầu tiên của vòng bảng, Úc thua Pháp với tỉ số 2-0. Ở trận thứ hai, họ đánh bại Ả Rập Xê Út với tỉ số 2-1. Viduka ghi bàn thứ hai cho đội tuyển Úc ở phút 63 bằng một cú đánh gót khéo léo hạ gục thủ môn. Trong trận cuối vòng bảng, Viduka thực hiện đường kiến tạo cho Aurelio Vidmar ghi bàn ở phút thứ 3. Dù dẫn trước 2-0, Úc lại để Tây Ban Nha lội ngược dòng và thua 2-3. Với hai trận thua trước Pháp và Tây Ban Nha, Úc dừng bước tại vòng bảng.
Viduka tham gia hai trận vòng loại World Cup gặp Iran năm 1997. Úc không vượt qua được vòng loại. Anh cũng có mặt trong đội hình đội tuyển Úc dự Cúp Liên đoàn các châu lục năm 1997. Viduka ghi bàn mở tỷ số trong chiến thắng 3-1 trước México ở trận đầu vòng bảng. Tuy nhiên, trong trận chung kết gặp Brazil, anh bị truất quyền thi đấu ở phút 24 sau khi nhận thẻ đỏ. Úc sau đó thua chung cuộc với tỷ số 6-0.
Năm 1999, Viduka có mặt trong trận giao hữu gặp Brazil. Trận đấu diễn ra tại Melbourne Cricket Ground và kết thúc với tỷ số hòa 2-2. Viduka kiến tạo cho Paul Agostino ghi bàn mở tỷ số. Năm 2000, anh tiếp tục tham gia các trận giao hữu với Hungary và Cộng hòa Séc, đội tuyển Úc thắng Hungary 3-0 nhưng thua Cộng hòa Séc 1-3. Cùng năm đó, Viduka một lần nữa cùng đội tuyển Úc tham dự Thế vận hội mùa hè năm 2000 tổ chức trên quê nhà Úc của mình. Năm 2001, anh cùng đội tuyển Úc đối đầu Uruguay ở vòng loại World Cup theo thể thức hai lượt trận. Úc thua với tổng tỷ số 1-3 và nó khiến Viduka và đồng đội một lần nữa lỡ hẹn với World Cup.
Năm 2003, Viduka ghi bàn thứ ba của mình trong màu áo đội tuyển quốc gia Úc trong trận giao hữu với Ireland, nhưng Úc vẫn thua chung cuộc 1-2.
Viduka bắt đầu đảm nhận vai trò đội trưởng đội tuyển Úc vào tháng 9 năm 2005 thay thế Craig Moore (người đang đảm nhận băng đội trưởng) bị chấn thương . Trận đấu đầu tiên với vai trò đội trưởng của Viduka là trận gặp quần đảo Solomon trong khuôn khổ vòng loại World Cup tại Sydney và Úc thắng đậm với tỉ số 7-0, anh đã ghi 2 bàn trong trận đấu đó, bao gồm một bàn từ tình huống ngả người móc bóng, Viduka suýt nữa lập hat-trick nhưng bàn thắng thứ 3 bị hủy do việt vị. Đây là lần đầu tiên anh được thi đấu trước một đội bóng đến từ khu vực châu Đại Dương. Tháng 10 năm 2005, anh tiếp tục dẫn dắt đội tuyển Úc giành chiến thắng hủy diệt 5-0 trong trận giao hữu trước Jamaica trên sân Craven Cottage. Ở phút 47, Archie Thompson tạt bóng cho Viduka, anh khống chế bóng, định khiếu nại về tình huống bóng chạm tay của đối phương nhưng sau đó tiếp tục khống chế bóng và dứt điểm cực mạnh tung lưới đội tuyển Jamaica.
Dưới thời huấn luyện viên Guus Hiddink, Viduka tỏa sáng rực rỡ và là thủ lĩnh giúp đội tuyển Úc giành vé dự World Cup 2006 tại Đức sau hai trận play-off trước Uruguay. Ở trận lượt về, ngay hiệp một, pha đánh gót cực nhanh của Viduka đã đưa bóng đến chân Harry Kewell trong vòng cấm. Kewell dứt điểm lệch tâm bóng nhưng bóng bật thuận lợi đến chân Mark Bresciano, anh dứt điểm ghi bàn mở tỉ số cho đội tuyển Úc và lôi trận đấu vào lượt sút luân lưu. Dù Viduka không thành công trong lượt sút penalty của mình, Úc vẫn giành chiến thắng chung cuộc.
Đây là lần đầu tiên sau 32 năm Úc giành quyền tham dự World Cup. Ngày 21 tháng 5 năm 2006, anh chính thức được chỉ định làm đội trưởng đội tuyển Úc cho chiến dịch World Cup sắp tới.
Trong giai đoạn chuẩn bị cho World Cup, Viduka cùng đội tuyển Úc thi đấu các trận giao hữu với Hà Lan và Hy Lạp. Trận đấu với Hy Lạp được tổ chức tại Melbourne Cricket Ground và Úc thắng với tỷ số 1-0. Trận đấu với Hà Lan thì kết thúc với tỷ số hòa 1-1. Sau khi bị dẫn trước 1-0, Úc được hưởng một quả phạt đền trong hiệp hai và Viduka chính là người thực hiện cú sút phạt đền nhưng cú sút phạt đền của anh lại đưa bóng chạm xà ngang, sau đó Tim Cahill thực hiện cú sút bồi ghi bàn từ tình huống bóng bật ra. Bước vào World Cup, Viduka cùng đội tuyển Úc giành chiến thắng đầu tiên tại vòng chung kết của một kỳ World Cup với tỷ số 3-1 trước Nhật Bản vào tháng 6 năm 2006, đội tuyển Úc sau đó thua Brazil 2-0 và kết thúc vòng bảng bằng trận đấu đầy tranh cãi với Croatia (kết thúc với tỷ số hòa 2-2). Sau đó, Viduka cùng đội tuyển Úc bước vào vòng 16 đội gặp đội tuyển Ý, trận đấu kết thúc với tỉ số 1-0 với phần thắng thuộc về tuyển Ý với quả phạt đền thành công của Francesco Totti vào những phút cuối cùng của trận đấu. Mặc dù là một tiền đạo ghi bàn thường xuyên tại Premier League, Viduka lại gặp khó khăn trong việc ghi những bàn quan trọng cho đội tuyển Úc, và World Cup 2006 chính là minh chứng rõ ràng nhất dù thực tế anh chơi cũng không tệ.
Viduka từng cân nhắc giã từ sự nghiệp thi đấu quốc tế sau World Cup 2006 với lý do chính là những trách nhiệm của anh dành cho gia đình ngày càng lớn. Tuy nhiên, vào tháng 9 năm 2006, anh xác nhận là sẽ tiếp tục thi đấu cho đội tuyển Úc và dự định tham gia Cúp châu Á năm 2007. Trong trận giao hữu gặp Singapore, một tuần trước khi Cúp châu Á khởi tranh, Viduka ghi hai bàn bằng đầu và đội tuyển Úc giành chiến thắng 3-0; đồng đội cũ của anh ở Leeds là Harry Kewell ghi bàn thứ ba. Đây là lần thứ hai anh lập cú đúp trong một trận đấu quốc tế, sau khi từng làm điều tương tự trước quần đảo Solomon vào năm 2005.
Trong lần đầu tiên Úc tham dự Cúp châu Á, Viduka đeo băng đội trưởng và ghi bàn thắng duy nhất trong trận thua 1-3 trước Iraq. Ở trận tiếp theo, anh ghi hai bàn trước đội chủ nhà Thái Lan, góp phần giúp tuyển Úc thắng 4-0; các bàn thắng còn lại do Michael Beauchamp và Harry Kewell ghi và khiến Thái Lan bị loại khỏi vòng bảng. Có thời điểm, Viduka dẫn đầu danh sách ghi bàn tại Cúp châu Á dù đội của anh bị loại ở tứ kết sau loạt sút luân lưu trước Nhật Bản. Sau thất bại đó, dấu hỏi được đặt ra về việc liệu Viduka có tiếp tục sự nghiệp thi đấu quốc tế của mình hay không. Hai năm sau Cúp châu Á năm 2007, Viduka vẫn chưa trở lại với đội tuyển Úc với lý do hoặc là chấn thương hoặc là bận rộn với lịch thi đấu của câu lạc bộ. Anh đã vắng mặt trong các trận Vòng loại World Cup gặp Qatar, Bahrain và Nhật Bản, dù thể trạng anh lúc đó hoàn toàn khỏe mạnh và được huấn luyện viên trưởng Pim Verbeek yêu cầu trở lại. Điều này khiến dư luận đặt câu hỏi về sự cống hiến của anh cho đội tuyển, ngay cả từ các đồng đội. Dù nhận được lời kêu gọi từ Adrian Alston, Graham Arnold và cựu đại diện Steve Kutner tham dự World Cup 2010, Viduka (khi đó 34 tuổi) đã quyết định giã từ sự nghiệp thi đấu quốc tế.

## Đời tư
Viduka và vợ anh là Ivana có ba người con trai chung: Joseph (sinh tháng 11 năm 2002), Lucas (sinh tháng 9 năm 2006) và Oliver (sinh tháng 5 năm 2008). Cha của Viduka là Joe vốn là dân nhập cư từ Croatia vào Úc ở những năm 1960, và là anh họ của danh thủ Luka Modrić.
Viduka hiện đang sống ở Zagreb, anh đang sở hữu một quán cà phê và tỏ ra rất yêu thích với việc pha chế cà phê.
Viduka đã được ca sĩ kiêm nhạc sĩ người Anh, đồng thời cũng là cổ động viên Middlesbrough, Alistair Griffin, (người trước đây từng đồng sáng tác ca khúc bóng đá của Terry Venables), sáng tác một bài hát về mình. Lời bài hát được viết dựa trên giai điệu của ca khúc "Hallelujah" của Leonard Cohen. Huấn luyện viên vào thời điểm đó của Middlesbrough là Gareth Southgate đã từng ủng hộ ca khúc này như một cách để gây quỹ cho tổ chức từ thiện mà Viduka đã lựa chọn, chính là Macmillan Cancer Support. Leonard Cohen đã cho phép bài hát được phát hành dưới dạng đĩa đơn tải về với mục đích từ thiện.
Khi còn nhỏ, Viduka từng là một fan cuồng của AC Milan vì tuổi thơ của anh đã được xem các huyền thoại như Marco van Basten, Frank Rijkaard và Ruud Gullit thi đấu.
Viduka đã là thành viên của Melbourne City FC kể từ mùa giải đầu tiên của đội bóng. Ở Úc, anh được gọi một cách trìu mến bằng biệt danh "V-Bomber" và "Big Dukes".

## Thống kê sự nghiệp

### Câu lạc bộ
| Câu lạc bộ        | Mùa giải     | Giải đấu                | Giải đấu | Giải đấu | Cúp Quốc gia | Cúp Quốc gia | Cúp Liên đoàn | Cúp Liên đoàn | Châu lục | Châu lục | Khác | Khác | Khác |
| Câu lạc bộ        | Mùa giải     | Hạng đấu                | Trận     | Bàn      | Trận         | Bàn          | Trận          | Bàn           | Trận     | Bàn      | Trận | Bàn  |      |
| ----------------- | ------------ | ----------------------- | -------- | -------- | ------------ | ------------ | ------------- | ------------- | -------- | -------- | ---- | ---- | ---- |
| Melbourne Knights | 1992–93      | National Soccer League  | 4        | 2        | 0            | 0            | —             | —             | —        | —        | 4    | 2    |      |
| Melbourne Knights | 1993–94      | National Soccer League  | 20       | 17       | 2            | 1            | —             | —             | —        | —        | 22   | 18   |      |
| Melbourne Knights | 1994–95      | National Soccer League  | 24       | 21       | 3            | 6            | —             | —             | —        | —        | 27   | 27   |      |
| Melbourne Knights | Tổng cộng    | Tổng cộng               | 48       | 40       | 5            | 7            | —             | —             | —        | —        | 53   | 47   |      |
| Croatia Zagreb    | 1995–96      | Prva HNL                | 27       | 12       | 2            | 0            | —             | —             | 0        | 0        | 29   | 12   |      |
| Croatia Zagreb    | 1996–97      | Prva HNL                | 25       | 18       | 3            | 2            | —             | —             | 2        | 3        | 30   | 23   |      |
| Croatia Zagreb    | 1997–98      | Prva HNL                | 25       | 8        | 5            | 2            | —             | —             | 8        | 3        | 35   | 13   |      |
| Croatia Zagreb    | 1998–99      | Prva HNL                | 7        | 2        | 0            | 0            | —             | —             | 2        | 2        | 9    | 4    |      |
| Croatia Zagreb    | Tổng cộng    | Tổng cộng               | 84       | 40       | 10           | 4            | —             | —             | 12       | 8        | 103  | 52   |      |
| Celtic            | 1998–99      | Scottish Premier League | 9        | 5        | 2            | 3            | 0             | 0             | 0        | 0        | 11   | 8    |      |
| Celtic            | 1999–2000    | Scottish Premier League | 28       | 25       | 1            | 0            | 4             | 1             | 4        | 1        | 37   | 27   |      |
| Celtic            | Tổng cộng    | Tổng cộng               | 37       | 30       | 3            | 3            | 4             | 1             | 4        | 1        | 48   | 35   |      |
| Leeds United      | 2000–01      | Premier League          | 34       | 17       | 2            | 1            | 1             | 0             | 16       | 4        | 53   | 22   |      |
| Leeds United      | 2001–02      | Premier League          | 33       | 12       | 1            | 1            | 1             | 1             | 7        | 3        | 42   | 17   |      |
| Leeds United      | 2002–03      | Premier League          | 33       | 20       | 4            | 2            | 1             | 0             | 2        | 0        | 40   | 22   |      |
| Leeds United      | 2003–04      | Premier League          | 30       | 11       | 1            | 1            | 0             | 0             | —        | —        | 31   | 12   |      |
| Leeds United      | Tổng cộng    | Tổng cộng               | 130      | 60       | 8            | 5            | 3             | 1             | 25       | 7        | 166  | 73   |      |
| Middlesbrough     | 2004–05      | Premier League          | 16       | 5        | 0            | 0            | 1             | 0             | 4        | 2        | 21   | 7    |      |
| Middlesbrough     | 2005–06      | Premier League          | 27       | 7        | 5            | 2            | 2             | 1             | 9        | 6        | 43   | 16   |      |
| Middlesbrough     | 2006–07      | Premier League          | 29       | 14       | 7            | 5            | 1             | 0             | 0        | 0        | 37   | 19   |      |
| Middlesbrough     | Tổng cộng    | Tổng cộng               | 72       | 26       | 12           | 7            | 4             | 1             | 13       | 8        | 101  | 42   |      |
| Newcastle United  | 2007–08      | Premier League          | 26       | 7        | 2            | 0            | 0             | 0             | —        | —        | 28   | 7    |      |
| Newcastle United  | 2008–09      | Premier League          | 12       | 0        | 0            | 0            | 0             | 0             | —        | —        | 12   | 0    |      |
| Newcastle United  | Tổng cộng    | Tổng cộng               | 38       | 7        | 2            | 0            | 0             | 0             | —        | —        | 40   | 7    |      |
| Career total      | Career total | Career total            | 409      | 202      | 35           | 26           | 11            | 3             | 54       | 24       | 509  | 255  |      |

1. ↑  Bao gồm NSL Cup, Croatian Football Cup, Scottish Cup, FA Cup
2. ↑  Bao gồm Scottish League Cup, Football League Cup
3. 1 2 3 4 5 6  Những lần ra sân tại UEFA Cup
4. ↑  Bốn lần ra sân thi đấu và có hai bàn thắng tại UEFA Champions League, bốn lần ra sân thi đấu và một bàn ở UEFA Cup
5. 1 2  Những lần ra sân tại UEFA Champions League

### Đội tuyển quốc gia
Nguồn:
| Úc    |      |     |
| Năm   | Trận | Bàn |
| 1994  | 2    | 0   |
| 1995  | 0    | 0   |
| 1996  | 0    | 0   |
| 1997  | 10   | 2   |
| 1998  | 2    | 0   |
| 1999  | 0    | 0   |
| 2000  | 2    | 0   |
| 2001  | 3    | 0   |
| 2002  | 0    | 0   |
| 2003  | 3    | 1   |
| 2004  | 2    | 0   |
| 2005  | 7    | 3   |
| 2006  | 6    | 0   |
| 2007  | 6    | 5   |
| Total | 43   | 11  |

| STT | Ngày                 | Địa điểm                                        | Đối thủ          | Bàn thắng | Kết quả | Giải đấu                                     |
| --- | -------------------- | ----------------------------------------------- | ---------------- | --------- | ------- | -------------------------------------------- |
| 1   | 1 tháng 10 năm 1997  | Stade El Menzah, Tunis, Tunisia                 | Tunisia          | 0–2       | 0–3     | Giao hữu                                     |
| 2   | 12 tháng 12 năm 1997 | King Fahd Stadium, Riyadh, Saudi Arabia         | México           | 1–0       | 3–1     | Cúp Liên đoàn các châu lục 1997              |
| 3   | 19 tháng 8 2003      | Lansdowne Road, Dublin, Ireland                 | Cộng hòa Ireland | 0–1       | 2–1     | Giao hữu                                     |
| 4   | 3 tháng 9 2005       | Sydney Football Stadium, Sydney, Australia      | Quần đảo Solomon | 2–0       | 7–0     | Vòng loại Giải vô địch bóng đá thế giới 2006 |
| 5   | 3 tháng 9 2005       | Sydney Football Stadium, Sydney, Australia      | Quần đảo Solomon | 3–0       | 7–0     | Vòng loại Giải vô địch bóng đá thế giới 2006 |
| 6   | 9 tháng 10 năm 2005  | Craven Cottage, London, England                 | Jamaica          | 3–0       | 5–0     | Giao hữu                                     |
| 7   | 30 tháng 6 năm 2007  | National Stadium, Singapore City, Singapore     | Singapore        | 0–1       | 0–3     | Giao hữu                                     |
| 8   | 30 tháng 6 năm 2007  | National Stadium, Singapore City, Singapore     | Singapore        | 0–3       | 0–3     | Giao hữu                                     |
| 9   | 13 tháng 7 năm 2007  | Rajamangala National Stadium, Bangkok, Thailand | Iraq             | 1–1       | 1–3     | Cúp bóng đá châu Á 2007                      |
| 10  | 21 tháng 7 năm 2007  | Rajamangala National Stadium, Bangkok, Thailand | Thái Lan         | 0–2       | 0–4     | Cúp bóng đá châu Á 2007                      |
| 11  | 21 tháng 7 năm 2007  | Rajamangala National Stadium, Bangkok, Thailand | Thái Lan         | 0–3       | 0–4     | Cúp bóng đá châu Á 2007                      |

## Danh hiệu
Melbourne Knights
- National Soccer League: 1994–95
- National Soccer League Cup: 1994–95
- NSL Minor Premiership: 1993–94, 1994–95

Dinamo Zagreb
- Prva HNL: 1995–96, 1996–97, 1997–98
- Croatian Cup: 1995–96, 1996–97, 1997–98

Celtic
- Scottish League Cup: 1999–2000

U20 Úc
- Giải vô địch U-20 châu Đại Dương: 1994

U23 Úc
- Giải vô địch U-23 châu Đại Dương: 1996[60]

Đội tuyển Úc
- Cúp Liên đoàn các châu lục: Á quân 1997[31]

Danh hiệu cá nhân
- Cầu thủ xuất sắc nhất châu Đại Dương: 2000
- Australian Sports Medal: 2000
- Cầu thủ xuất sắc nhất năm của SPFA: 2000[61]
- Cầu thủ ghi bàn nhiều nhất NSL: 1993–94, 1994–95
- Cầu thủ của năm NSL U21: 1993–94, 1994–95
- Johnny Warren Medal: 1993–94, 1994–95
- Cầu thủ ghi bàn nhiều nhất SPL: 1999–00
- Viện thể thao bóng đá Úc 'Best of the Best':[62] 2001.
- Alex Tobin OAM Medal: 2011
- FFA Hall of Fame: 2014[59]
- Sport Australia Hall of Fame inductee: 2021[63]